# Heinrich Menu von Minutoli

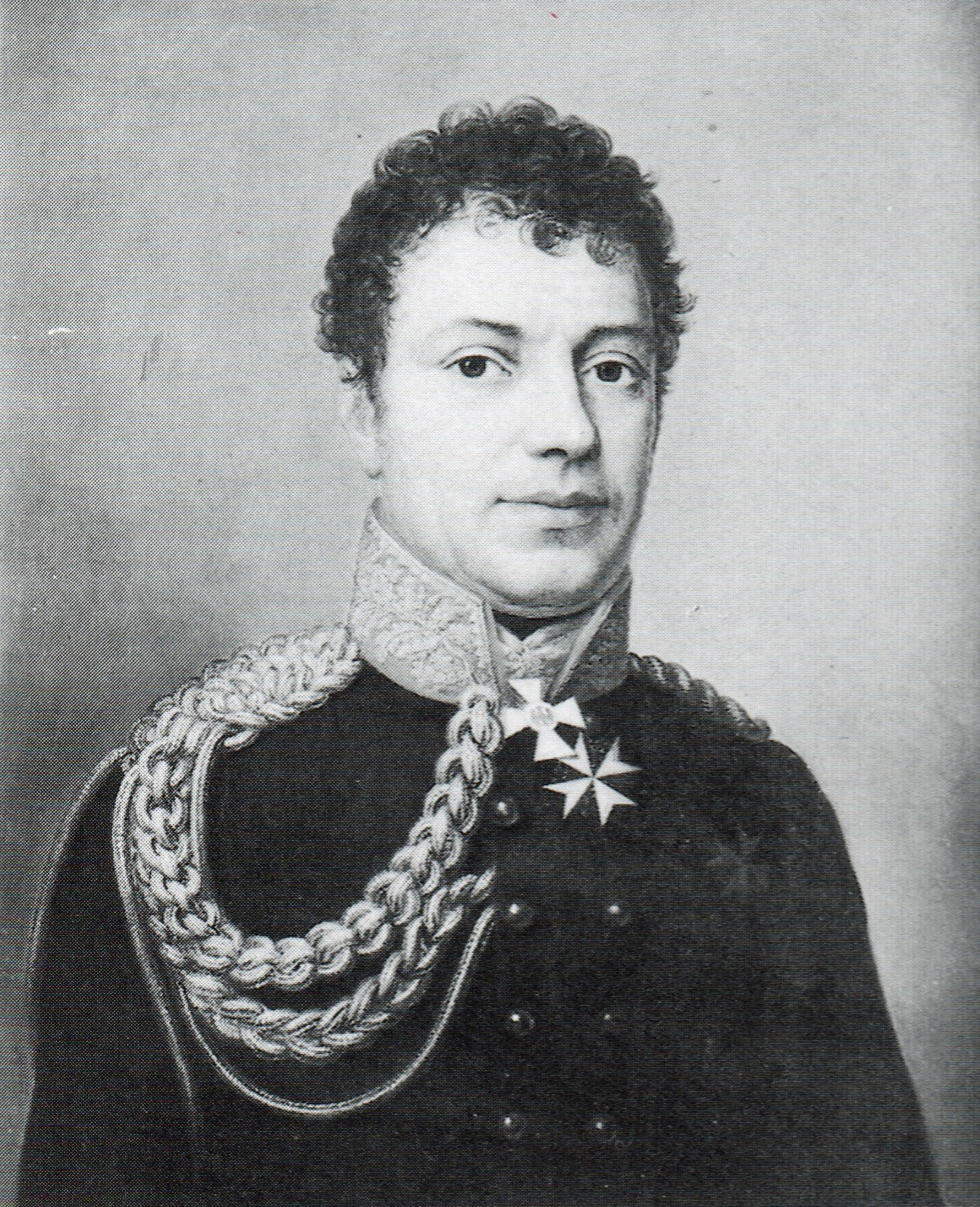
Johann Heinrich Karl Menu

Johann Heinrich Karl Menu, seit 1820 Freiherr von Minutoli (* 12. Mai 1772 in Genf; † 16. September 1846 in Berlin) war ein preußischer Generalleutnant, Prinzenerzieher, Entdecker und Altertumsforscher.

## Leben

### Herkunft
Die Familie Minutoli stammte ursprünglich aus Lucca und wanderte im 17. Jahrhundert in die Schweiz aus. Heinrich war der Sohn von Daniel von Minutoli (1732–1811) und dessen Ehefrau Isabelle, geborene von Lucadou (1739–1816).

### Ausbildung und Karriere
Heinrich Menu von Minutoli erhielt zunächst Privatunterricht, besuchte dann von 1782 bis 1784 das Gymnasium in Karlsruhe, wurde anschließend von einem österreichischen Ingenieurhauptmann in militärischen Dingen ausgebildet und trat 1786 mit vierzehn Jahren auf Vermittlung seines Onkels Ludwig Moritz von Lucadou, eines preußischen Hauptmanns und späteren Generalmajors in die Preußische Armee ein. Er diente zwei Jahre als Bombardier beim Feldartilleriekorps, erhielt ab 1789 eine Offiziersausbildung in dem bei Magdeburg stationierten Füsilierbataillon „von Legat“. Da ihn die Kadettenausbildung geistig nicht befriedigte, lernte er während dieser Zeit zusätzlich auch Griechisch, Latein, Italienisch und Englisch. Am 17. Mai 1790 wurde Minutoli zum Sekondeleutnant befördert. Er nahm 1792/93 am Feldzug gegen Frankreich teil und kämpfte bei Pirmasens, am Schänzel sowie beim Sturm auf Bitsch. Hierbei wurde er schwer verwundet und blieb bis an sein Lebensende infolge dieser Verwundung im Gebrauch des rechten Armes eingeschränkt.
Aus diesem Grund wurde er 1794 als Stabskapitän, Lehrer und Ausbilder an das Adelige Kadettenkorps in Berlin berufen, seit 1797 amtierte er als Leiter der Ausbildung. Neben Ernst von Rüchel, Gerhard von Scharnhorst, Albrecht Karl von Hake, Georg Ludwig von Reinbaben, Friedrich Wilhelm Karl von Aderkas, den Brüdern Reinhold und Moritz von Schoeler, den Professoren Christian Kufahl und Christian August Stützer war er Gründungsmitglied der Militairischen Gesellschaft. Er zählte neben General von Rüchel zu den ersten Verfechtern der Allgemeinen Wehrpflicht.
Im Jahr 1810 ernannte ihn König Friedrich Wilhelm III. zum Erzieher des neunjährigen Prinzen Carl. Diese Stellung bekleidete er bis zum 11. März 1820. Minutoli war stark an der Altertumskunde interessiert. Nachdem Prinz Carl die Volljährigkeit erreicht hatte, unternahm Minutoli zahlreiche Auslandsreisen.

### Ägypten-Reise
1820 beauftragte ihn der preußische Staat mit der Leitung einer Expedition nach Ägypten, die für die Einrichtung eines entsprechenden Museums in Berlin Exponate zusammentragen sollte.
Unter anderem begleiteten ihn die Naturforscher Wilhelm Friedrich Hemprich, Christian Gottfried Ehrenberg und der Architekt Ludwig Theodor Liman (1788–1820). Ein weiterer Begleiter war der Orientalist und Theologe Johann Martin Augustin Scholz, der sich in Alexandria von der Gesellschaft trennte und nach Kairo einschiffte.
Minutoli war an der Erforschung des Grabes von Ramses II. beteiligt und hielt sich für den ersten Europäer, der hier Zutritt erlangte. Ein wichtiges Detail, eine Mumie in einem Granit-Sarkophag, deren Schädel mit Gold verziert war, bildete den Anfang der Sammlung. Mit den Wissenschaftlern und der Hilfe einheimischer Forscher konnte Minutoli eine Unmenge an historischen Gegenständen aus der Pharaonenzeit erwerben (wofür ihm ein größerer Geldbetrag zur Verfügung gestellt worden war). Alle Gegenstände ließ er in 97 Holzkisten verpacken und reiste mit seinen Begleitern nach Alexandria. (Liman verstarb nach der Ankunft in der Hafenstadt am 13. Dezember 1820 an den Strapazen der Reise.) Die Expeditionsteilnehmer besorgten hier die Verladung auf Schiffe, die sie nach Triest brachten. In Italien wurden die Funde aufgeteilt, zwanzig Kisten wurden mit Karren auf dem Landweg nach Berlin gebracht, der Rest, 97 Kisten, wurde auf die neu erbaute Dreimastbark Gottfried verladen und nahm unter der Leitung des Kapitäns den Seeweg durch das Mittelmeer, den Atlantik, den Ärmelkanal bis kurz vor Hamburg. Die Fahrt dauerte rund 100 Tage, was zur damaligen Zeit ungewöhnlich lange war. In der Nordsee kam ein ungeheurer Sturm auf, der das Wasser von Westen aus der Themse gewaltsam Richtung Osten drängte. Das Schiff befand sich bald mitten in dem Sturmtief und es kam wie es kommen musste: in Höhe zahlreicher Sandbänke am Norderstrom zerbrach der Segler in der Nacht zum 12. März 1822 und die teils sehr schwere Ladung ging über Bord. Leichtere Fracht, wie die Holzkiste mit der Mumie, wurde einige Tage später von Fischern am Strand geborgen, die aus Angst vom Fluch der Mumie getroffen zu werden, die Funde nicht anrührten oder in den Verkauf brachten. Weitere angeschwemmte Kisten wurden auch gefunden und geöffnet und ihr Inhalt gelangte zu einer Auktion in Hamburg. Das Interesse an Originalgegenständen, insbesondere am Besitz von Mumien, aus der Pharaonenzeit war gerade in Mode gekommen und so fanden sich betuchte Käufer. Diese Nachrichten verbreiteten sich bald im ganzen Land. Zur Hebung der restlichen Ladung kam es nicht, obwohl seit dem Untergang zahlreiche Versuche unternommen worden waren. Das Problem war, dass der genaue Ort des Untergangs nicht festgelegt werden konnte. Für die Ägyptische Sammlung in Berlin fehlten damit große Exponate.
Erst dem in den 1972 begonnenen unermüdlichen Durchforschen alter Dokumente durch den ehemaligen Leiter des Ägyptischen Museums in Berlin, Joachim Karig, sowie dem Beamten und Techniker Rainer Leive ist es zu verdanken, dass zu Beginn des 21. Jahrhunderts Lagedetails ermittelt werden konnten. Zudem entdeckte die Ägyptologin Renate Germer im Jahr 2002 in der Ägyptischen Abteilung des Hamburger Museums für Kunst und Gewerbe die Haarlocke einer Mumie, deren Herkunft auf die Minutoli-Expedition verweist. Mithilfe eines vom Archäologischen Landesamts in Schleswig-Holstein gestellten Schiffes und modernster Technik konnte ein wahrscheinlicher Fundort lokalisiert werden. Die stetig sich verändernden Priele und Sandbänke erschwerten jedoch bisher die Entdeckung. Alle Beteiligten hoffen, dass die Bergung noch stattfinden kann, bevor die Elbausbaggerung zur Vertiefung der Fahrrinne bis zum Containerhafen beginnt.
Die über Land transportierten Fundstücke erreichten Berlin wohlbehalten und der König von Preußen kaufte sie für 22.000 Taler an. Damit war der Grundstock des neuen Ägyptischen Museums Berlin geschaffen.

### Weitere Tätigkeit Minutolis und deren Anerkennung
Heinrich von Minutoli veröffentlichte 1832 in Berlin eine deutsche Übersetzung nach der englischen von der spanischen Originalhandschrift des Capitain Don Antonio del Rio und Dr. Paul Felix Cabreas: Teatro critico Americano, oder Lösung der großen historischen Probleme der Bevölkerung Amerika’s „nebst einem raisonnirenden Verzeichnisse und 14 erläuternden Tafeln, die Palenqueschen, die Deppeschen und anderen auf der hiesigen Kunstkammer vorhandenen amerikanischen Alterthümern darstellend.“
Minutoli wurde 1832 zum Ehrenmitglied der Preußischen Akademie der Wissenschaften ernannt, nahm bald darauf mit dem Titel eines Generalleutnants seine Entlassung und zog sich auf eine Besitzung bei Lausanne zurück. Am 2. Dezember 1845 erhielt er für seine Verdienste den Roten Adlerorden I. Klasse. Außerdem war er seit 1820 Träger des St. Johanniterordens.

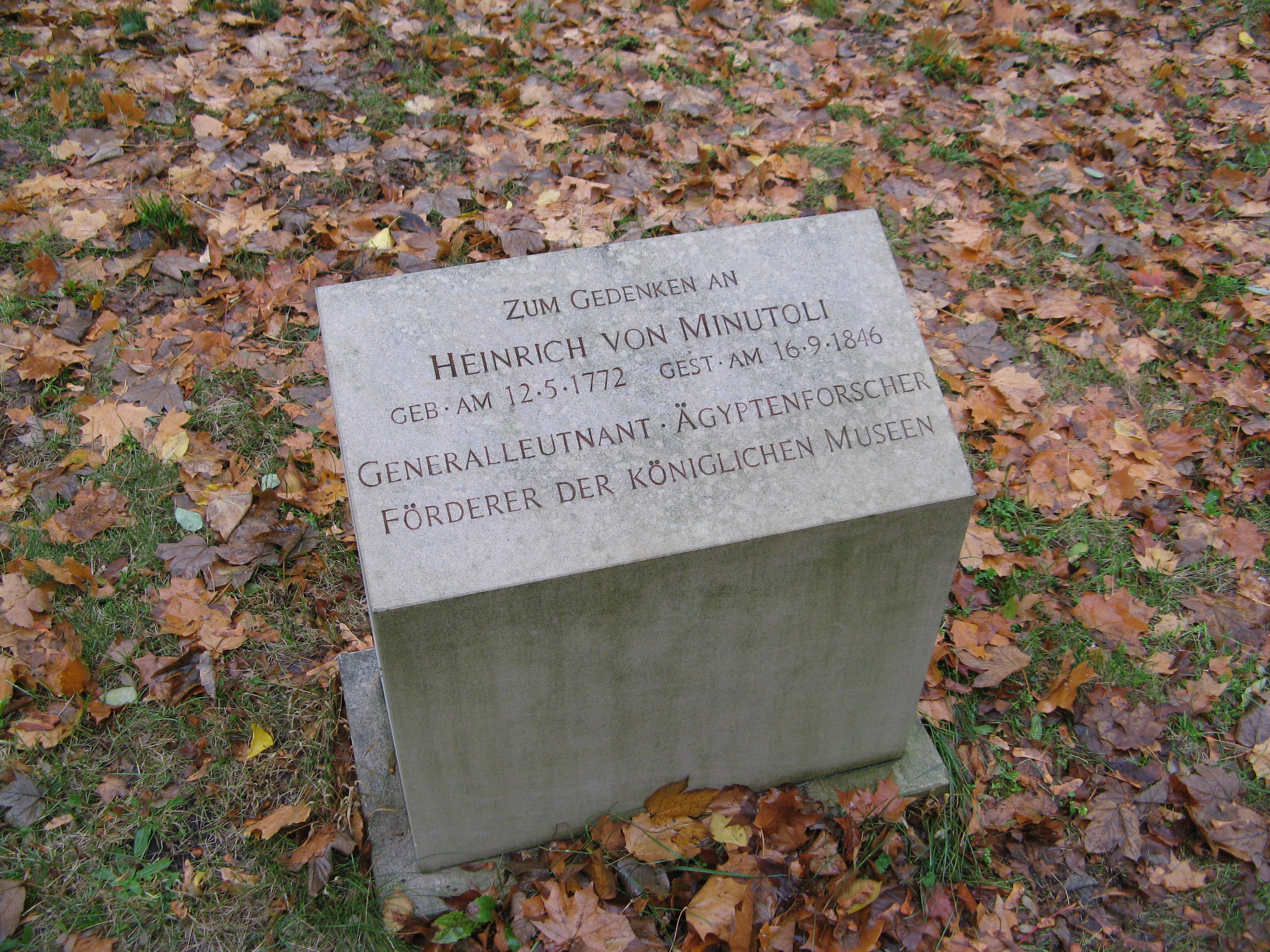
Restitutionsstein auf dem Alten Garnisonfriedhof in Berlin-Mitte

Am 16. September 1846 verstarb er in Berlin und wurde auf dem Alten Garnisonfriedhof in Berlin-Mitte beigesetzt.

### Familie
Minutoli heiratete 1801 Charlotte von Woldeck (1781–1863), die Tochter von Generalleutnant Alexander Friedrich von Woldeck (1720–1795) und dessen Frau Luise Ernestine von Weltzien (1766–1834). Er hatte mit ihr drei Söhne:
- Adolph (1802–1848), Hofmarschall in Meiningen
- Julius (1804–1860), u. a. Berliner Polizeipräsident und Gesandter am Persischen Hof ⚭ Mathilde Freiin von Rotenhan (* 1812)
- Alexander (1806–1887), preußischer Beamter, Kunstsammler, Gründer des 1. Kunstgewerbemuseums der Welt (1844).

⚭ 1855 Fanny Albertine Possart (1830–1861), zwei Töchter: Anna (1856–1936) und Clara (1857–1872)
⚭ 1863 Bertha Possart
1812 ließen sich die Eheleute Heinrich und Charlotte einvernehmlich scheiden. Er heiratete 1820 in Triest Wolfardine Gräfin von der Schulenburg, die ihn auf seiner Expedition nach Ägypten begleitete und einen Reisebericht verfasste, der in mehreren Übersetzungen erschien.

## Schriften
- Militärische Erinnerungen aus dem Tagebuche des Generallieutenants von Minutoli. Druck und Verlag von Ferdinand Reichardt, Berlin 1845, archive.org.
- Der Feldzug der Verbündeten in Frankreich im Jahre 1792. Striese, Berlin 1847, Digitalisat.
- Beiträge zu einer künftigen Biographie Friedrich Wilhelms III. so wie einiger Staatsdiener und Beamten seiner nächsten Umgebung. Aus eigener Erfahrung und mündlich verbürgten Mittheilungen zusammengetragen. Mittler, Berlin 1843–1844, Digitalisat.
- Der Graf von Haugwitz und Job von Witzleben. Eine Zugabe zu meiner Schrift, betitelt: Beiträge zu einer künftigen Biographie Friedrich Wilhelms III. so wie einiger Staatsdiener und Beamten seiner nächsten Umgebung. Logier, Berlin 1844.
- mit Martin Heinrich Klaproth: Über antike Glasmosaik. Berlin 1814.
- Reise zum Tempel des Jupiter Ammon und nach Oberägypten. Berlin 1824 (mit Atlas), (Digitalisat).
- Beschreibung einer alten Stadt, die in Guatimala (Neuspanien), unfern Palenque entdeckt worden ist. G. Reimer, Berlin 1832.
- Über die Anfertigung und Nutzanwendung der farbigen Gläser bei den Alten. 1837, (Digitalisat).
- Friedrich und Napoleon. Berlin 1840 ,Digitalisat.
- Notiz über den am 24. Oktober 1831 im sogenannten Hause des Faun's zu Pompeji aufgefundenen Mosaikfußboden. 1835, Digitalisat.
- Beschreibung einer in den Jahren 1826 und 1827 zu Stendal in der Altmark aufgefundenen alten heidnischen Grabstätte. 1827, Digitalisat.
- Reise zum Tempel des jupiter Ammon in der Libyschen Wüste und nach Ober-Aegypten, nebst Eröffnung der großen Pyramide bei Sakkara, in den Jahren 1820 und 1821. 1822, Digitalisat.
- Nachträge zu meinem Werke, betitelt: Reise zum Tempel des Jupiter Ammon in der Libyschen Wüste und nach Ober-Aegypten in den Jahren 1820 und 1821. 1827, Digitalisat.
- Beiträge zu einer künftigen Biografie Friedrich Wilhelms III. 1843, Digitalisat.
- Der Graf von Haugwitz und Job von Witzleben. Eine Zugabe zu meiner Schrift, betitelt. Wilhelm Logier, Berlin 1844.

### Sekundärliteratur
- Kurt von Priesdorff: Soldatisches Führertum. Band 4, Hanseatische Verlagsanstalt Hamburg, ohne Ort [Hamburg], ohne Jahr [1937], S. 177–179, Nr. 1279. DNB 367632799,
- Ulrike Stamm: A German Expedition to Egypt in 1821: Between Scientific Endeavor and Literary Vivification. In: European Romantic Review. Band 28, 2017, S. 65–80.